# 沈寶青
沈寶青（?—?），江蘇省鎮江府溧陽縣人，清朝政治人物、同進士出身。
光緒九年（1883年），参加癸未科殿試，登進士三甲117名。同年五月，著交吏部掣签分发各省，以知县即用。